# Inuit Circumpolar Council
De Inuit Circumpolar Council (ICC) is een multinationale niet-gouvernementele organisatie (NGO) die 150.000 Inuit vertegenwoordigt in de Verenigde Staten, Canada, Groenland en Rusland. Oorspronkelijk stond de ICC bekend als de Inuit Circumpolar Conference. In juni 1977 werd de conferentie voor het eerst georganiseerd en om de vier jaar wordt er een Algemene Vergadering gehouden. De Inuit Circumpolar Council is een van de zes Arctische inheemse gemeenschappen met een status van permanent deelnemer aan de Arctische Raad.

## Achtergrond

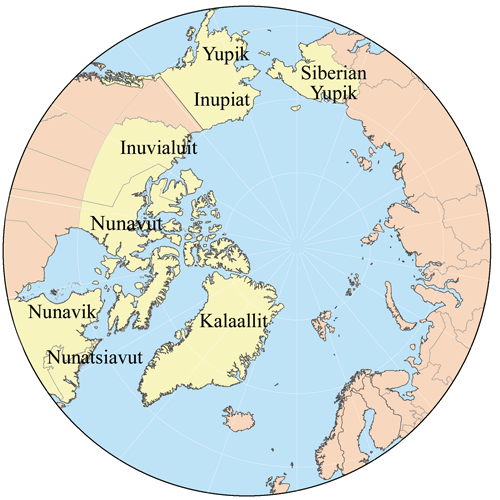
Kaart met de locatie van de ICC-leden

De Inuit bevolking omvat de volgende groepen en regio's:
- Canada: Nunavut, de Inuvialuit (Northwest Territories), Nunavik (noordelijk Quebec) en Nunatsiavut (Labrador)
- Verenigde Staten (Alaska): de Inupiat en Yupik
- Groenland: de Kalaallit
- Rusland (Tsjoektsjenschiereiland): de Siberische Joepik (Yupik is de Engelse schrijfwijze in Alaska)

Naar al deze volkeren wordt soms gezamenlijk verwezen met het exoniem "Eskimo", hetgeen wordt afgekeurd door veel van de Inuit, met name in het oosten van Canada. De ICC gebruikt de term Inuit om naar iedereen te verwijzen, hetgeen zijn eigen problemen heeft. Zo is er in de Amerikaanse census geen categorie voor Inuit en is het de vraag of ze moeten ingedeeld worden als "Native American", "Alaskan Native", "Aboriginal American" of simpelweg als "Other". De Joepiken van zowel Alaska als Rusland worden over het algemeen liever geen Inuit genoemd, aangezien dat geen woord is in het Joepiks, noch een woord dat ze gebruiken om zichzelf te beschrijven. Ze geven de voorkeur aan "Joepik", maar tolereren "Eskimo".

## Structuur en functies
De belangrijkste doelen van de organisatie zijn om de eenheid te versterken tussen de Inuit, om hun rechten en belangen te bevorderen en zorg te dragen voor de ontwikkeling van de cultuur van de Inuit.
Structureel is de organisatie opgebouwd uit vier afzonderlijke kantoren in elk van de vier Inuitnaties, gecharterd op individuele basis onder hun nationale regels. De voorzitters van ICC Rusland, ICC Alaska, ICC Canada en ICC Groenland, samen met een Uitvoerende Raad met een gekozen lid uit elk van de naties, vormen samen met elkaar de Uitvoerende Raad van de ICC die bestaat uit acht leden. De Uitvoerende Raad wordt voorgezeten door een internationale voorzitter (tot 2002 "internationale president" genoemd).
ICC houdt om de vier jaar een Algemene Vergadering waarbij Inuit uit de hele noordelijke regio worden samengebracht om te spreken over kwesties voor hun gemeenschappen van internationaal belang, om een richting te geven aan de werkzaamheden van de organisatie voor de komende vier jaar en het verdelen van de verantwoordelijkheid voor de verschillende gebieden tussen de nationale bureaus. Afgevaardigden van de vergadering benoemen een internationale voorzitter van het gastland van de Algemene Vergadering, samen met de leden van de Uitvoerende Raad, en ontwikkelen beleid en resoluties voor de komende termijn.
De Algemene Vergadering, en daarmee de internationale toewijzing van de voorzitter, rouleert vierjaarlijks tussen de vier Inuitnaties op de Algemene Vergaderingen. Op de Algemene Vergadering in 2002 in Kuujjuaq (Canada) werd het voorzitterschap doorgegeven van Groenland aan Canada. In 2006 werd het voorzitterschap doorgegeven aan ICC Alaska op de Algemene Vergadering in Barrow. Tijdens die vergadering werd de naam veranderd in Inuit Circumpolar Council wegens de blijvende verwarring over een organisatorische naam die meer klinkt als een vergadering uit het verleden.